# حصار متز (1870)
حصار متز (بالإنجليزية: Siege of Metz (1870))هو عملية عسكرية جرت في 19 أغسطس الى 27 أكتوبر عام 1870م خلال الحرب الفرنسية البروسية، حيث حاصرت القوات الألمانية بقيادة بروسيا مدينة متز الفرنسية، التي كانت تحتوي على جيش فرنسي كامل بقيادة المارشال فرانسوا أشيل بازين .

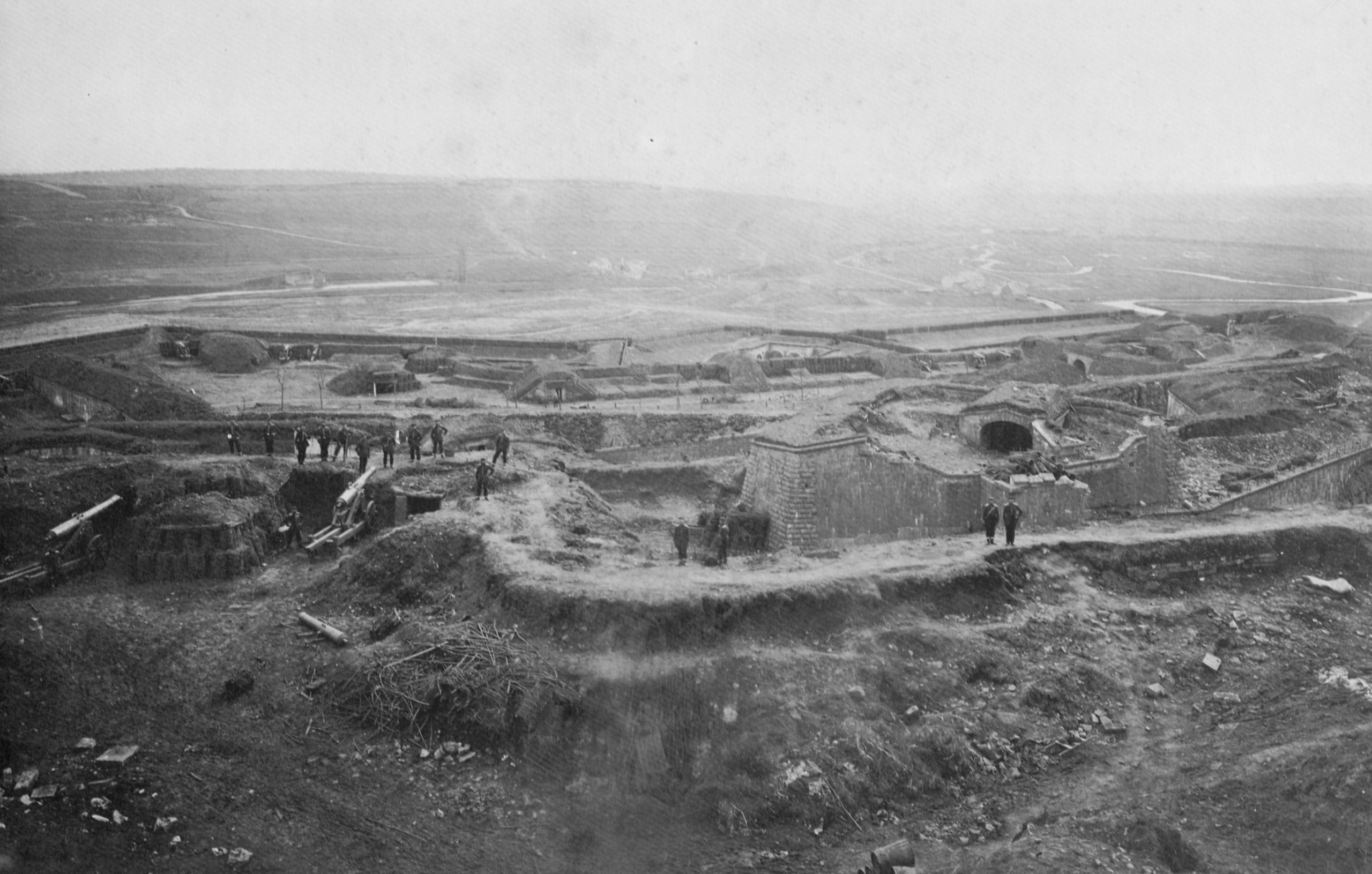
أحد حصون متز تحت الاحتلال الألماني بعد استسلام الفرنسيين

## الخلفية
بدأت الحرب الفرنسية البروسية في يوليو 1870، وشهدت عدة معارك مبكرة لصالح القوات البروسية. بعد معركة "غرابلوته" في 18 أغسطس،  انسحب الجيش الفرنسي بقيادة بازين إلى مدينة متز، وهناك تمت محاصرته من قبل القوات الألمانية بقيادة مولتكه.

## مجريات الحصار
بحلول 19 أغسطس، طوقت القوات البروسية متز تمامًا، مما منع الجيش الفرنسي من المغادرة أو تلقي الإمدادات. حاول بازين الخروج في عدة مناسبات لكنه فشل، وبدأت المجاعة والمرض تنتشر بين الجنود والمدنيين داخل المدينة.
مع مرور الوقت، انهار الوضع الداخلي للجيش الفرنسي. وفي 27 أكتوبر، قرر بازين الاستسلام، في خطوة صدمت الفرنسيين وأثارت الجدل السياسي لاحقًا.

## النتائج
- استسلام كامل لأكثر من 170,000 جندي فرنسي، بينهم 20 جنرالًا و6 آلاف ضابط.
- كانت أكبر عملية استسلام في الحرب، وساهمت في انهيار قدرة فرنسا على الاستمرار.
- فتحت الطريق أمام الجيش الألماني للتوجه نحو باريس.

## التأثير
كان للحصار تأثير سياسي كبير، حيث وُجهت اتهامات بالخيانة إلى بازين بعد الحرب، وحوكم عسكريًا. كما ساهمت نتائج الحصار في زعزعة الإمبراطورية الفرنسية الثانية وسقوطها.

## انظر إيضا
- الاتحاد الألماني الشمالي

- الإمبراطورية الفرنسية الثانية

- الحرب الفرنسية البروسية